# Socializacija bika?
Socializacija bika? è un film d'animazione del 1998 diretto da Zvonko Čoh e Milan Erič.
Il film, il cui titolo significa letteralmente Socializzazione di un toro?, è un film animato sloveno, conosciuto come il primo lungometraggio sloveno a disegni animati. Venne prodotto dalla Emotionfilm e distribuito dalla RTV Slovenija.

## Produzione
Il film venne realizzato in maniera completamente manuale, con circa 2000 disegni realizzati dai due autori durante il loro tempo libero; complessivamente il lavoro di realizzazione durò più di 12 anni. L'inusuale punto interrogativo del titolo venne messo, perché fino alla fine gli autori non erano certi di riuscire a completare il lavoro.

## Riconoscimenti
- 1998 - Festival del cinema sloveno a Portorose
  - Miglior film
  - Miglior sceneggiatura
  - Premio della critica
- 1999 - Festival internazionale del film documentario e di animazione di Lipsia[2]
  - Premio speciale
- 1999 - Premio Prešeren a Zvonko Čoh e Milan Erič